# Rambutão
O rambutão (grafias alternativas rambutã e rambutan) é o fruto da rambuteira (Nephelium lappaceum), uma árvore tropical de tamanho médio, da família das Sapindaceae, que se julga ser nativa do arquipélago malaio. 
O rambutão é um fruto comestível, muito abundante no Sudeste Asiático, sobretudo na Tailândia. É de cor vermelha (podendo raramente apresentar também cor amarela ou alaranjada), com uma casca dura revestida de protuberâncias que se parecem com "espinhos" tenros, assemelhando-se os frutos a pequenos ouriços. O seu interior é suculento e carnudo, com uma polpa translúcida de cor rosada, de sabor  doce e ligeiramente ácido. O seu interior é muito semelhante ao de outros dois frutos asiáticas: a longane e a líchia.

## Etimologia
A sua designação deriva da palavra malaia rambut, que significa "cabelo". É uma referência ao aspecto externo do fruto, que lembra fios de cabelo. 